# Валер'янівка (Волноваський район)
Валер'я́нівка — село Волноваської міської громади Волноваського району Донецької області, Україна. Відстань до райцентру становить близько 10 км і проходить автошляхом місцевого значення.

## Загальні відомості
Валер'янівка — центр сільської ради, розташоване за 10 км від районного центру і залізничної станції Волноваха. Населення — 1088 особи. Сільській раді підпорядковані також населені пункти Благовіщенка, Зелений Гай.
У Валер'янівці міститься центральна садиба колгоспу імені XXII з'їзду КПРС. За артіллю закріплено 4563 га сільськогосподарських угідь. Тут вирощуються зернові, технічні та овочеві культури; розвинуте м'ясо-молочне тваринництво, птахівництво. В колгоспі працював знаний кукурудзовод, бригадир комплексної бригади, делегат 3 Всесоюзного з'їзду колгоспників, член обласної Ради колгоспів, Герой Соціалістичної Праці М. Д. Капран.
На території села — середня школа, палац культури, бібліотека.

## Історія
Заснована Валер'янівка у 1838 році засланим родом Ісакових .

## Населення
На 1859 рік в селі нараховувалось 129 дворів, а загальна кількість населення становила 777 осіб.

### Мова
Розподіл населення за рідною мовою за даними перепису 2001 року:
| Мова       | Кількість | Відсоток |
| ---------- | --------- | -------- |
| українська | 931       | 85.57%   |
| російська  | 154       | 14.16%   |
| білоруська | 2         | 0.18%    |
| грецька    | 1         | 0.09%    |
| Усього     | 1088      | 100%     |

За даними перепису 2001 року населення села становило 1088 осіб, із них 85,57 % зазначили рідною мову українську, 14,15 % — російську, 0,18 % — білоруську та 0,09 % — грецьку мову.

## Відомі люди
Уродженцем села є Герой Радянського Союзу Г. І. Пенежко.